# JMA-Magnituden-Skala
Die JMA-Magnituden-Skala (jap. 気象庁マグニチュード, Kishō-chō magunichūdo), kurz Mj oder Mjma oder auch mit großgeschriebenem Index, ist die in Japan von der Japan Meteorological Agency (JMA, Kishō-chō) verwendete Methode zur Messung von Erdbeben-Magnituden.
Die Methode wurde zum 25. September 2003 geändert und besteht aus 5 Metriken die in folgender Priorität verwendet werden: MjJ, MjD, MjV, Mjd und Mjv. Sie kombiniert damit Bodenamplituden für große Erdbeben mit Boden-Geschwindigkeitsamplituden für kleine Erdbeben und ist geeignet für Erdbeben beliebiger Tiefe.

## Alte Methode bis 24. September 2003
Die Berechnungsvorschrift wurde ursprünglich 1954 von Chūji Tsuboi als dimensionslose Kennzahl wie folgt definiert:
{\displaystyle M_{\mathrm {j} }=\log _{10}\underbrace {\sqrt {A_{N}^{2}+A_{E}^{2}}} _{A}\,+1{,}73\log _{10}\left(\Delta \right)-0{,}83}
wobei A die Bewegung der Oberfläche als maximale Bodenamplitude bezeichnet, gemessen mittels der horizontalen Nord-Süd- {\displaystyle A_{N}} bzw. Ost-West-Komponenten {\displaystyle A_{E}} in Mikrometern bei einer Periode von weniger als 5 Sekunden (in der Praxis etwa 3 Sekunden) und {\displaystyle \Delta } die Entfernung zum Epizentrum in Kilometer.
Sie entspricht im Prinzip linear der Oberflächenwellen-Magnituden-Skala MS (die jedoch bei einer Periode von 20 Sekunden gemessen wird). So beträgt die Abweichung Mj − MS bei Beben von MS > 6,5 lediglich −0,14. Für MS < 5,0 wächst dies jedoch auf +0,55 an und die JMA-Magnituden-Skala entspricht dann eher der Kurzperiodischen Raumwellen-Magnituden-Skala mb.
Für kleinere Erdbeben (M ≤ 5,5) werden weiterhin die Geschwindigkeitsamplituden hinzugezogen und gemäß Kanbayashi und Ichikawa (1977) bzw. Takeuchi (1983) verwendet:
{\displaystyle M_{\mathrm {j} }=\log _{10}\left(A_{Z}\right)+1{,}64\log _{10}\left(\Delta \right)+\alpha }
wobei {\displaystyle A_{Z}} die maximale Geschwindigkeitsamplitude in cm−3/s ist und {\displaystyle \alpha } ein Seismometer-spezifischer Korrekturwert.
Beide Formeln werden nur für oberflächennahe Erdbeben, d. h. jene mit einer Herdtiefe {\displaystyle H} ≤ 60 km, verwendet. Für größere Herdtiefen wird stattdessen folgende Formel nach Katsumata (1964) benutzt:
{\displaystyle M_{\mathrm {j} }=\log _{10}\left(A\right)+K\left(\Delta ,H\right)}
wobei der Koeffizient {\displaystyle K\left(\Delta ,H\right)} aus einer Liste entnommen wird.
Es wird versucht möglichst viele Messstationen heranzuziehen aus deren einzelnen Magnituden dann der Mittelwert berechnet wird.

## Neue Methode ab 25. September 2003
Die neue Methode verwendet die fünf Metriken {\displaystyle M_{\mathrm {jJ} }}, {\displaystyle M_{\mathrm {jD} }}, {\displaystyle M_{\mathrm {jV} }}, {\displaystyle M_{\mathrm {jd} }} und {\displaystyle M_{\mathrm {jv} }}, die in absteigender Priorität verwendet werden.
{\displaystyle M_{\mathrm {jJ} }} wird wie bei der alten Methode für große und oberflächennahe Erdbeben ({\displaystyle H} < 60 km) verwendet und entspricht Tsubois Formel, basierend auf den Beschleunigungsdaten der lokalen meteorologischen Observatorien.
Sollte die JMA nicht die Unabhängigkeit eines Seismometer-spezifischen Korrekturwertes {\displaystyle C_{D}} (= 0,2 für D93-Seisometer) auf die Magnitude (üblicherweise {\displaystyle M_{\mathrm {j} }\geq 7}) bestätigen können, wird folgende Formel von Katsumata (2004) verwendet:
{\displaystyle M_{\mathrm {jD} }={\frac {1}{2}}\log _{10}\left(A_{N}^{2}+A_{E}^{2}\right)+\beta _{D}\left(\Delta ,H\right)+C_{D}}
wobei {\displaystyle \beta _{D}\left(\Delta ,H\right)} die Abhängigkeit beider Parameter voneinander beschreibt.
Für die Messstation muss dabei {\displaystyle H} > 30 km und {\displaystyle \Delta } < 700 km gelten. Wenn weniger als drei Stationen diese Bedingung erfüllen werden weitere bis {\displaystyle \Delta } < 2000 km hinzugezogen, wobei die Skala dann als {\displaystyle M_{\mathrm {jd} }} bezeichnet wird.
Für Stationen die {\displaystyle H} > 5 km und {\displaystyle \Delta } < 400 km erfüllen wird eine Skala basierend auf Geschwindigkeitsmagnitude nach Funasaki (2004) verwendet:
{\displaystyle M_{\mathrm {jV} }=\alpha \log _{10}\left(A_{Z}\right)+\beta _{V}\left(\Delta ,H\right)+C_{V}}
{\displaystyle \alpha } ist eine Konstante mit dem Wert 1/0,85, {\displaystyle A_{Z}} ist die maximale Geschwindigkeitsamplitude der vertikalen Komponenten eines EMT-, EMT76- oder E93-Seismometers in 10−5m/s und {\displaystyle \beta _{D}\left(\Delta ,H\right)} und {\displaystyle C_{V}} analog wie bei {\displaystyle M_{\mathrm {jD} }}.
Wenn weniger als 4 Stationen diese Bedingung erfüllen werden weitere bis {\displaystyle \Delta } < 1000 km hinzugezogen, wobei die Skala dann als {\displaystyle M_{\mathrm {jv} }} bezeichnet wird.
Alle diese Magnituden werden für die in Frage kommenden Messstationen einzeln berechnet und gemittelt, anschließend die jeweiligen Stationsmagnituden die um mehr als 0,5 vom jeweiligen Mittelwert abweichen entfernt, und erneut gemittelt. {\displaystyle M_{\mathrm {jJ} }}, {\displaystyle M_{\mathrm {jD} }}, {\displaystyle M_{\mathrm {jV} }}, {\displaystyle M_{\mathrm {jd} }} oder {\displaystyle M_{\mathrm {jv} }} mit einer Standardabweichung ≥ 0,35 bleiben unberücksichtigt.